# Liste der Nummer-eins-Hits in Neuseeland (1998)
Dies ist eine Liste der Nummer-eins-Hits in Neuseeland im Jahr 1998. Sie basiert auf den offiziellen Single und Albums Top 40, die im Auftrag von Recorded Music NZ, dem neuseeländischen Vertreter der IFPI, ermittelt werden. Es gab in diesem Jahr 22 Nummer-eins-Singles und 24 Nummer-eins-Alben.

## Singles
| ← 1997 ← | Liste der Nummer-eins-Hits in Neuseeland | Liste der Nummer-eins-Hits in Neuseeland              | Liste der Nummer-eins-Hits in Neuseeland | 1999 →                    |
| \| Zeitraum \| Wo. ges. \| Interpret \| Titel Autor(en) \| Zusätzliche Informationen \| \| (Zeitraum, Wochen auf Platz eins, Interpret, Titel, Autor[en], zusätzliche Informationen) \| \| \| \| \| \| ----------------------------------------------------------------------------------------- \| -------- \| ----------------------------------------------------- \| -------------------------------------- \| ------------------------- \| \| 7. Dezember 1997 – 17. Januar 1998 6 Wochen \| 6 \| Backstreet Boys \| As Long as You Love Me \| – \| \| 18. Januar 1998 – 21. Februar 1998 5 Wochen \| 5 \| All Saints \| Never Ever \| – \| \| 22. Februar 1998 – 14. März 1998 3 Wochen \| 3 \| Pappa Bear feat. Van der Toorn \| Cherish \| – \| \| 15. März 1998 – 11. April 1998 4 Wochen \| 4 \| Queen Pen feat. Eric Williams \| All My Love \| – \| \| 12. April 1998 – 9. Mai 1998 4 Wochen \| 4 \| K-Ci & JoJo \| All My Life \| – \| \| 10. Mai 1998 – 23. Mai 1998 2 Wochen \| 2 \| Run-D.M.C. vs. Jason Nevins \| It’s Like That \| – \| \| 24. Mai 1998 – 6. Juni 1998 2 Wochen \| 2 \| Next \| Too Close \| – \| \| 7. Juni 1998 – 27. Juni 1998 3 Wochen \| 3 \| Busta Rhymes \| Turn It Up / Fire It Up \| – \| \| 28. Juni 1998 – 4. Juli 1998 1 Woche \| 1 \| B*Witched \| C’est la vie \| – \| \| 5. Juli 1998 – 11. Juli 1998 1 Woche \| 1 \| Fred Dagg \| We Don’t Know How Lucky We Are \| – \| \| 12. Juli 1998 – 25. Juli 1998 2 Wochen \| 2 \| Brandy & Monica \| The Boy Is Mine \| – \| \| 26. Juli 1998 – 8. August 1998 2 Wochen \| 2 \| Bus Stop feat. Carl Douglas \| Kung Fu Fighting \| – \| \| 9. August 1998 – 22. August 1998 2 Wochen \| 2 \| Deep Obsession \| Lost in Love \| – \| \| 23. August 1998 – 5. September 1998 2 Wochen \| 2 \| Spice Girls \| Viva Forever \| – \| \| 6. September 1998 – 3. Oktober 1998 4 Wochen \| 4 \| Pras Michel feat. Ol’ Dirty Bastard & introducing Mýa \| Ghetto Supastar (That Is What You Are) \| – \| \| 4. Oktober 1998 – 10. Oktober 1998 1 Woche \| 1 \| Che Fu \| Without a Doubt / Machine Talk \| – \| \| 11. Oktober 1998 – 17. Oktober 1998 1 Woche \| 1 \| Aaliyah \| Are You That Somebody? \| – \| \| 18. Oktober 1998 – 31. Oktober 1998 2 Wochen (insgesamt 6) \| 6 \| Boyzone \| No Matter What \| – \| \| 1. November 1998 – 7. November 1998 1 Woche \| 1 \| B*Witched \| Rollercoaster \| – \| \| 8. November 1998 – 14. November 1998 1 Woche (insgesamt 6) \| 6 \| Boyzone \| No Matter What \| – \| \| 15. November 1998 – 21. November 1998 1 Woche \| 1 \| Five \| Everybody Get Up \| – \| \| 22. November 1998 – 12. Dezember 1998 3 Wochen (insgesamt 6) \| 6 \| Boyzone \| No Matter What \| – \| \| 13. Dezember 1998 – 19. Dezember 1998 1 Woche \| 1 \| Jennifer Paige \| Crush \| – \| \| 20. Dezember 1998 – 9. Januar 1999 3 Wochen \| 3 \| Spice Girls \| Goodbye \| – \| |                                          |                                                       |                                          |                           |
| ← 1997 |                                          |                                                       |                                          | → 1999 →                  |
| Zeitraum | Wo. ges.                                 | Interpret                                             | Titel Autor(en)                          | Zusätzliche Informationen |
| (Zeitraum, Wochen auf Platz eins, Interpret, Titel, Autor[en], zusätzliche Informationen) |                                          |                                                       |                                          |                           |
| 7. Dezember 1997 – 17. Januar 1998 6 Wochen | 6                                        | Backstreet Boys                                       | As Long as You Love Me                   | –                         |
| 18. Januar 1998 – 21. Februar 1998 5 Wochen | 5                                        | All Saints                                            | Never Ever                               | –                         |
| 22. Februar 1998 – 14. März 1998 3 Wochen | 3                                        | Pappa Bear feat. Van der Toorn                        | Cherish                                  | –                         |
| 15. März 1998 – 11. April 1998 4 Wochen | 4                                        | Queen Pen feat. Eric Williams                         | All My Love                              | –                         |
| 12. April 1998 – 9. Mai 1998 4 Wochen | 4                                        | K-Ci & JoJo                                           | All My Life                              | –                         |
| 10. Mai 1998 – 23. Mai 1998 2 Wochen | 2                                        | Run-D.M.C. vs. Jason Nevins                           | It’s Like That                           | –                         |
| 24. Mai 1998 – 6. Juni 1998 2 Wochen | 2                                        | Next                                                  | Too Close                                | –                         |
| 7. Juni 1998 – 27. Juni 1998 3 Wochen | 3                                        | Busta Rhymes                                          | Turn It Up / Fire It Up                  | –                         |
| 28. Juni 1998 – 4. Juli 1998 1 Woche | 1                                        | B*Witched                                             | C’est la vie                             | –                         |
| 5. Juli 1998 – 11. Juli 1998 1 Woche | 1                                        | Fred Dagg                                             | We Don’t Know How Lucky We Are           | –                         |
| 12. Juli 1998 – 25. Juli 1998 2 Wochen | 2                                        | Brandy & Monica                                       | The Boy Is Mine                          | –                         |
| 26. Juli 1998 – 8. August 1998 2 Wochen | 2                                        | Bus Stop feat. Carl Douglas                           | Kung Fu Fighting                         | –                         |
| 9. August 1998 – 22. August 1998 2 Wochen | 2                                        | Deep Obsession                                        | Lost in Love                             | –                         |
| 23. August 1998 – 5. September 1998 2 Wochen | 2                                        | Spice Girls                                           | Viva Forever                             | –                         |
| 6. September 1998 – 3. Oktober 1998 4 Wochen | 4                                        | Pras Michel feat. Ol’ Dirty Bastard & introducing Mýa | Ghetto Supastar (That Is What You Are)   | –                         |
| 4. Oktober 1998 – 10. Oktober 1998 1 Woche | 1                                        | Che Fu                                                | Without a Doubt / Machine Talk           | –                         |
| 11. Oktober 1998 – 17. Oktober 1998 1 Woche | 1                                        | Aaliyah                                               | Are You That Somebody?                   | –                         |
| 18. Oktober 1998 – 31. Oktober 1998 2 Wochen (insgesamt 6) | 6                                        | Boyzone                                               | No Matter What                           | –                         |
| 1. November 1998 – 7. November 1998 1 Woche | 1                                        | B*Witched                                             | Rollercoaster                            | –                         |
| 8. November 1998 – 14. November 1998 1 Woche (insgesamt 6) | 6                                        | Boyzone                                               | No Matter What                           | –                         |
| 15. November 1998 – 21. November 1998 1 Woche | 1                                        | Five                                                  | Everybody Get Up                         | –                         |
| 22. November 1998 – 12. Dezember 1998 3 Wochen (insgesamt 6) | 6                                        | Boyzone                                               | No Matter What                           | –                         |
| 13. Dezember 1998 – 19. Dezember 1998 1 Woche | 1                                        | Jennifer Paige                                        | Crush                                    | –                         |
| 20. Dezember 1998 – 9. Januar 1999 3 Wochen | 3                                        | Spice Girls                                           | Goodbye                                  | –                         |

## Alben
| ← 1997 ← | Liste der Nummer-eins-Hits in Neuseeland | Liste der Nummer-eins-Hits in Neuseeland | Liste der Nummer-eins-Hits in Neuseeland       | 1999 →                    |
| \| Zeitraum \| Wo. ges. \| Interpret \| Titel \| Zusätzliche Informationen \| \| (Zeitraum, Wochen auf Platz eins, Interpret, Titel, zusätzliche Informationen) \| \| \| \| \| \| ------------------------------------------------------------------------------ \| -------- \| --------------------- \| ---------------------------------------------- \| ------------------------- \| \| 7. Dezember 1997 – 7. Februar 1998 9 Wochen (insgesamt 11) \| 11 \| Céline Dion \| Let’s Talk About Love \| – \| \| 8. Februar 1998 – 14. Februar 1998 1 Woche (insgesamt 6) \| 6 \| (Soundtrack) \| Titanic: Music from the Motion Picture \| – \| \| 15. Februar 1998 – 28. Februar 1998 2 Wochen \| 2 \| Pearl Jam \| Yield \| – \| \| 1. März 1998 – 14. März 1998 2 Wochen (insgesamt 6) \| 6 \| (Soundtrack) \| Titanic: Music from the Motion Picture \| – \| \| 15. März 1998 – 21. März 1998 1 Woche \| 1 \| Madonna \| Ray of Light \| – \| \| 22. März 1998 – 28. März 1998 1 Woche (insgesamt 6) \| 6 \| (Soundtrack) \| Titanic: Music from the Motion Picture \| – \| \| 29. März 1998 – 11. April 1998 2 Wochen \| 2 \| Aqua \| Aquarium \| – \| \| 12. April 1998 – 25. April 1998 2 Wochen (insgesamt 6) \| 6 \| (Soundtrack) \| Titanic: Music from the Motion Picture \| – \| \| 26. April 1998 – 2. Mai 1998 1 Woche \| 1 \| Days of the New \| Days of the New \| – \| \| 3. Mai 1998 – 9. Mai 1998 1 Woche (insgesamt 11) \| 11 \| Céline Dion \| Let’s Talk About Love \| – \| \| 10. Mai 1998 – 16. Mai 1998 1 Woche \| 1 \| Massive Attack \| Mezzanine \| – \| \| 17. Mai 1998 – 23. Mai 1998 1 Woche (insgesamt 11) \| 11 \| Céline Dion \| Let’s Talk About Love \| – \| \| 24. Mai 1998 – 13. Juni 1998 3 Wochen \| 3 \| Garbage \| Version 2.0 \| – \| \| 14. Juni 1998 – 27. Juni 1998 2 Wochen \| 2 \| The Smashing Pumpkins \| Adore \| – \| \| 28. Juni 1998 – 18. Juli 1998 3 Wochen \| 3 \| Neil Finn \| Try Whistling This \| – \| \| 19. Juli 1998 – 8. August 1998 3 Wochen \| 3 \| Beastie Boys \| Hello Nasty \| – \| \| 9. August 1998 – 22. August 1998 2 Wochen \| 2 \| (Soundtrack) \| City of Angels \| – \| \| 23. August 1998 – 29. August 1998 1 Woche \| 1 \| Dave Dobbyn \| The Islander \| – \| \| 30. August 1998 – 5. September 1998 1 Woche \| 1 \| Korn \| Follow the Leader \| – \| \| 6. September 1998 – 12. September 1998 1 Woche \| 1 \| The Feelers \| Supersystem \| – \| \| 13. September 1998 – 3. Oktober 1998 3 Wochen \| 3 \| Martin Winch \| Espresso Guitar \| – \| \| 4. Oktober 1998 – 17. Oktober 1998 2 Wochen \| 2 \| Vonda Shepard \| Songs from Ally McBeal \| – \| \| 18. Oktober 1998 – 24. Oktober 1998 1 Woche \| 1 \| Five \| Five \| – \| \| 25. Oktober 1998 – 31. Oktober 1998 1 Woche \| 1 \| Boyzone \| Where We Belong \| – \| \| 1. November 1998 – 7. November 1998 1 Woche \| 1 \| B*Witched \| B*Witched \| – \| \| 8. November 1998 – 14. November 1998 1 Woche (insgesamt 11) \| 11 \| Bee Gees \| One Night Only \| – \| \| 15. November 1998 – 21. November 1998 1 Woche (insgesamt 2) \| 2 \| U2 \| The Best of 1980-1990 \| – \| \| 22. November 1998 – 28. November 1998 1 Woche \| 1 \| Alanis Morissette \| Supposed Former Infatuation Junkie \| – \| \| 29. November 1998 – 5. Dezember 1998 1 Woche (insgesamt 2) \| 2 \| U2 \| The Best of 1980-1990 \| – \| \| 6. Dezember 1998 – 26. Dezember 1998 3 Wochen (insgesamt 11) \| 11 \| Bee Gees \| One Night Only \| – \| \| 27. Dezember 1998 – 9. Januar 1999 2 Wochen \| 2 \| Dean Martin \| The Very Best Of – The Capitol & Reprise Years \| – \| |                                          |                                          |                                                |                           |
| ← 1997 |                                          |                                          |                                                | → 1999 →                  |
| Zeitraum | Wo. ges.                                 | Interpret                                | Titel                                          | Zusätzliche Informationen |
| (Zeitraum, Wochen auf Platz eins, Interpret, Titel, zusätzliche Informationen) |                                          |                                          |                                                |                           |
| 7. Dezember 1997 – 7. Februar 1998 9 Wochen (insgesamt 11) | 11                                       | Céline Dion                              | Let’s Talk About Love                          | –                         |
| 8. Februar 1998 – 14. Februar 1998 1 Woche (insgesamt 6) | 6                                        | (Soundtrack)                             | Titanic: Music from the Motion Picture         | –                         |
| 15. Februar 1998 – 28. Februar 1998 2 Wochen | 2                                        | Pearl Jam                                | Yield                                          | –                         |
| 1. März 1998 – 14. März 1998 2 Wochen (insgesamt 6) | 6                                        | (Soundtrack)                             | Titanic: Music from the Motion Picture         | –                         |
| 15. März 1998 – 21. März 1998 1 Woche | 1                                        | Madonna                                  | Ray of Light                                   | –                         |
| 22. März 1998 – 28. März 1998 1 Woche (insgesamt 6) | 6                                        | (Soundtrack)                             | Titanic: Music from the Motion Picture         | –                         |
| 29. März 1998 – 11. April 1998 2 Wochen | 2                                        | Aqua                                     | Aquarium                                       | –                         |
| 12. April 1998 – 25. April 1998 2 Wochen (insgesamt 6) | 6                                        | (Soundtrack)                             | Titanic: Music from the Motion Picture         | –                         |
| 26. April 1998 – 2. Mai 1998 1 Woche | 1                                        | Days of the New                          | Days of the New                                | –                         |
| 3. Mai 1998 – 9. Mai 1998 1 Woche (insgesamt 11) | 11                                       | Céline Dion                              | Let’s Talk About Love                          | –                         |
| 10. Mai 1998 – 16. Mai 1998 1 Woche | 1                                        | Massive Attack                           | Mezzanine                                      | –                         |
| 17. Mai 1998 – 23. Mai 1998 1 Woche (insgesamt 11) | 11                                       | Céline Dion                              | Let’s Talk About Love                          | –                         |
| 24. Mai 1998 – 13. Juni 1998 3 Wochen | 3                                        | Garbage                                  | Version 2.0                                    | –                         |
| 14. Juni 1998 – 27. Juni 1998 2 Wochen | 2                                        | The Smashing Pumpkins                    | Adore                                          | –                         |
| 28. Juni 1998 – 18. Juli 1998 3 Wochen | 3                                        | Neil Finn                                | Try Whistling This                             | –                         |
| 19. Juli 1998 – 8. August 1998 3 Wochen | 3                                        | Beastie Boys                             | Hello Nasty                                    | –                         |
| 9. August 1998 – 22. August 1998 2 Wochen | 2                                        | (Soundtrack)                             | City of Angels                                 | –                         |
| 23. August 1998 – 29. August 1998 1 Woche | 1                                        | Dave Dobbyn                              | The Islander                                   | –                         |
| 30. August 1998 – 5. September 1998 1 Woche | 1                                        | Korn                                     | Follow the Leader                              | –                         |
| 6. September 1998 – 12. September 1998 1 Woche | 1                                        | The Feelers                              | Supersystem                                    | –                         |
| 13. September 1998 – 3. Oktober 1998 3 Wochen | 3                                        | Martin Winch                             | Espresso Guitar                                | –                         |
| 4. Oktober 1998 – 17. Oktober 1998 2 Wochen | 2                                        | Vonda Shepard                            | Songs from Ally McBeal                         | –                         |
| 18. Oktober 1998 – 24. Oktober 1998 1 Woche | 1                                        | Five                                     | Five                                           | –                         |
| 25. Oktober 1998 – 31. Oktober 1998 1 Woche | 1                                        | Boyzone                                  | Where We Belong                                | –                         |
| 1. November 1998 – 7. November 1998 1 Woche | 1                                        | B*Witched                                | B*Witched                                      | –                         |
| 8. November 1998 – 14. November 1998 1 Woche (insgesamt 11) | 11                                       | Bee Gees                                 | One Night Only                                 | –                         |
| 15. November 1998 – 21. November 1998 1 Woche (insgesamt 2) | 2                                        | U2                                       | The Best of 1980-1990                          | –                         |
| 22. November 1998 – 28. November 1998 1 Woche | 1                                        | Alanis Morissette                        | Supposed Former Infatuation Junkie             | –                         |
| 29. November 1998 – 5. Dezember 1998 1 Woche (insgesamt 2) | 2                                        | U2                                       | The Best of 1980-1990                          | –                         |
| 6. Dezember 1998 – 26. Dezember 1998 3 Wochen (insgesamt 11) | 11                                       | Bee Gees                                 | One Night Only                                 | –                         |
| 27. Dezember 1998 – 9. Januar 1999 2 Wochen | 2                                        | Dean Martin                              | The Very Best Of – The Capitol & Reprise Years | –                         |